# Thiodina cockerelli
Thiodina cockerelli är en spindelart som först beskrevs av George William Peckham och Elizabeth Maria Gifford Peckham 1901.  Thiodina cockerelli ingår i släktet Thiodina och familjen hoppspindlar. Inga underarter finns listade i Catalogue of Life.